# Hebborner Bach
Der Hebborner Bach ist ein fast dreieinhalb Kilometer langer nördlicher und rechter Zufluss der Strunde auf dem Gebiet der Kreisstadt Bergisch Gladbach im nordrhein-westfälischen Rheinisch-Bergischen Kreis.  

## Geographie

### Verlauf
Der Hebborner Bach entspringt auf einer Höhe von etwa 190 m ü. NHN in einer Wiese am Südostrand des Romaneyer Ortsteils Oberholz. Er trägt am Oberlauf bis zu dem Zusammenfluss mit dem  Kuckelberger Bach auch die Bezeichnung Holzer Bach.
Der Bach fließt zunächst knapp dreihundert Meter in südwestlicher Richtung durch ein zwischen Oberholz und Unterholz liegendes bewaldetes Tal, wechselt dann seine Laufrichtung nach Westsüdwesten und speist danach zwei kleine Teiche. Er zieht nun durch Mischwald nördlich am zu Romaney gehörenden Gehöft Gemarkenberg und etwas bachabwärts südlich an einem Wasserwerk vorbei. Kurz danach biegt er beim Hebborner Hof scharf nach Süden ab. Dort zweigt auf seiner linken Seite ein Arm ab, der am östlichen Rande des Reiterhofs entlang fließt und dann in den Kuckelberger Bach einmündet.
Der Hauptarm unterfließt das Gehöft und wird dann südlich davon am Westrand eines alten Steinbruchs auf seiner linken Seite vom aus dem Osten kommenden Kuckelberger Bach verstärkt.
Der Hebborner Bach verschwindet an Nordrand von Hebborn verrohrt in den Untergrund, unterquert die B 506 und passiert dann zum großen Teil unterirdisch den Stadtteil. 
Der Hebborner Bach mündet schließlich in Gladbach  auf einer Höhe von ungefähr 102 m von Norden und von rechts in die aus dem Osten heranziehende Strunde.

### Einzugsgebiet
Das etwa 5,5 km² große Einzugsgebiet des Hebborner Bach liegt zum größten Teil im Naturraum Paffrath-Altenrather Heideterrasse, nur der Quellbereich liegt in der Paffrather Kalksenke.
Es grenzt
- im Nordwesten an das des Mutzbachs, eines Zuflusses der Dhünn,
- im Norden an das des Kriegersiefens, eines Zuflusses des Scherfbachs, und
- im Nordosten an das des Scherfbachzuflusses Hambach.

Im Gebiet am Oberlauf wird durch z. T. kalkige Ton- und Schluff- und Sandsteine der Givetstufe des Mitteldevons geprägt und am Unterlauf kommt Massenkalk mit verkarsteten Riffkalksteinen und Einlagerungen von Tongestein aus dem Mitteldevon vor.
Im südwestlichen Bereich des Einzugsgebiets dominieren Siedlungen, ansonsten wechseln sich Wälder und landwirtschaftlich genutzte Zonen ab, wobei Waldgelände in den Bachauen vorherrscht.

### Zuflüsse
- Kuckelberger Bach (links), 2,3 km